# Notre-Dame de Vladimir
La Mère de Dieu de Vladimir, également connue sous les noms de Notre-Dame de Vladimir, Vierge de Vladimir ou Vladimirskaïa (en russe : Владимирская Богоматерь), est une des icônes orthodoxes les plus vénérées de Russie. La Mère de Dieu (en grec Théotokos), la Vierge Marie, est considérée comme la sainte protectrice de la Russie. L'icône est exposée dans la galerie Tretiakov de Moscou (église Saint-Nicolas de Tolmatchi annexe au musée). Sa fête est fixée le 3 juin.

## Histoire
Luc Chrysobergès, patriarche de Constantinople, envoya l'icône comme cadeau au grand-prince Youri Dolgorouki de Kiev vers 1131. Cette icône a été réalisée par le peintre Grégoire en utilisant le calque inversé (copie spéculaire) de l'icône de la Vierge, peinte par l'évangéliste saint Luc et qui, selon la tradition de Théodorus lecteur à la basilique Sainte-Sophie de Constantinople, avait été envoyée avant 439 depuis Jérusalem par Eudoxie, la femme de l'empereur Théodose II, à sainte Pulchérie, la sœur de l'empereur. L'original de saint Luc serait actuellement la partie ronde du visage de l'icône de la Vierge du sanctuaire Montevirgine à Mercogliano en Italie. Il existe d'autres copies de cet original:  La plus ancienne copie et sans doute la plus proche de l’original a été découverte à l’église Sainte-Françoise-Romaine sur le Forum par Pico Cellini en 1950, cette icône peinte à l’encaustique est la copie spéculaire – comme dans un miroir - (idem de celle de Vladimir) exécutée entre 438 et 439 à Constantinople, puis envoyée à la fille de l’empereur Théodose II et d’Eudoxie qui avait épousé l’empereur d’Occident Valentinien III et apportée à Rome sur le Palatin à l'automne 439. La seconde copie est celle de Notre-Dame du Perpétuel Secours aujourd’hui à l’église Saint-Alphonse de Rome, exécutée par le moine saint Lazare qui eut les mains brûlées par ordre de l’empereur iconoclaste Théophile (empereur de 829 à 842) pour avoir peint cette image de la mère de Jésus.
La belle icône convoitée par le fils de Youri fut placée dans le monastère Mejihirski à Vichgorod (Vychgorod) jusqu'à ce qu'Andreï Bogolioubsky la portât dans sa ville préférée, Vladimir, en 1155. Lorsque les chevaux qui transportaient l'icône s'arrêtèrent près de Vladimir et refusèrent d'aller plus loin, ceci fut interprété comme un signe que la Theotokos voulait que l'icône reste à Vladimir. L'on fit construire la grande cathédrale de la Dormition pour abriter l'icône et d'autres églises consacrées à la Vierge dans tout le nord-ouest de la Russie.
Plus tard, en 1395, l'icône fut transportée de Vladimir dans la nouvelle capitale, Moscou, pour protéger la Russie de l'invasion de Tamerlan. L'endroit où la population et le prince régnant rencontrèrent l'icône fut commémoré par la construction du monastère Sretensky (de la « Rencontre »). Vassili Ier de Moscou passa une nuit à pleurer devant l'icône et les armées de Tamerlan se retirèrent le même jour. Les Moscovites refusèrent alors de restituer l'icône à Vladimir et la placèrent dans la cathédrale de la Dormition du Kremlin de Moscou. Selon la tradition populaire, l'intercession de la Mère de Dieu, à travers l'icône, sauva également Moscou des hordes tatares en 1451 et en 1480.
L'icône était vénérée pendant le couronnement des tsars, les élections des patriarches et à l'occasion d'autres cérémonies d'État. La Mère de Dieu de Vladimir était à l'origine une icône-étendard. Sur le bord inférieur subsiste la trace de l'encoche pour la hampe.
En octobre-novembre 1917, elle présida lors de l'élection du saint patriarche Tikhon de Moscou.
En décembre 1941, alors que les Allemands approchaient de Moscou, Staline aurait ordonné que l'icône fût placée dans un avion qui fît le tour de la capitale assiégée. L'armée allemande commença à se retirer quelques jours après[réf. nécessaire].

## Une icône exceptionnelle
Plus encore que les icônes les plus célèbres, l'original a été maintes fois copié au cours des siècles, et de nombreuses copies ont acquis une signification artistique et religieuse considérable. L'icône est une version du type Éléousa (Vierge de « Tendresse »), portant l'Enfant-Jésus se blottissant contre la joue maternelle. La Mère incline son visage sur l'enfant qui lève vers elle un visage anxieux. Pourtant elle ne regarde pas l'enfant, mais celui qui regarde l'icône. Ce type est devenu par la suite très populaire.
Le maforii, d'un rouge cerise, qui couvre le front et les épaules, est orné de l'Étoile de la Mère de Dieu , l'étoile des vierges de l'Orient antique appelée Spica.
L'icône de Notre-Dame de Vladimir est parfois décrite comme exprimant le sentiment universel de l'amour maternel et l'anxiété vis-à-vis de son enfant. Au XVIe siècle, la Vladimirskaïa — comme l'appellent les Russes — devint objet de légende. La tradition de l'Église affirme que la première icône de la Mère de Dieu fut peinte par saint Luc ce qui a parfois amené à penser que l'icône de Vladimir avait été peinte au Ier siècle par l'évangéliste.
L'icône de Notre-Dame de Vladimir est considérée par les historiens de l'art comme l'icône la plus importante de la période comnénienne d'un point de vue artistique. Elle exprime une humanité et une émotion plus profondes que les œuvres typiques de l'art byzantin de la période précédente. David Talbot Rice affirme, dans la dernière édition de l' Encyclopédie Britannica : « Elle est d'une importance considérable dans l'histoire de la peinture, car il s'agit non seulement d'un travail de très haute qualité, mais également d'une icône plus humaine d'un style nouveau qui anticipe sur la fin du style byzantin qui connut son apogée entre 1204 et 1453 ».
Au cours des temps, l'icône a été de nombreuses fois repeinte et restaurée. En 1918, la restauration de main de maître par Tchirikov a fait réapparaître la peinture initiale.

## Verso de l'icône

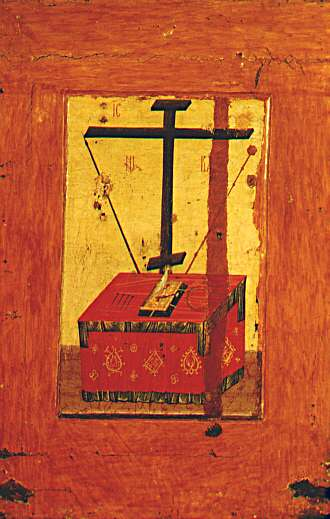
Hétimasie ou préparation du trône

L'iconographie de la préparation du trône (en grec: hétimassia / ἑτοιμασία) est liée à des conceptions antiques du trône-tabernacle de l'empereur considéré comme un dieu. Ce trône est symbolisé par l'autel recouvert d'une nappe bordée d'une bande bleu foncé.
À Byzance, au XIe siècle, les instruments de la Passion du Christ sont ajoutés à l'autel : la couronne d'épines à droite et les quatre clous à gauche. Dressées derrière l'autel, à gauche, une lance et, à droite, une longue branche droite, avec au-dessus l'éponge de vinaigre, qui complètent la composition. Une colombe est posée sur l'évangéliaire. L'ensemble forme une symbolisation concentrée et stylisée du sacrifice du Christ  sur la croix.

## Source
- (en) Cet article est partiellement ou en totalité issu de l’article de Wikipédia en anglais intitulé « Theotokos of Vladimir » (voir la liste des auteurs).
- Konrad Onasch, Icônes, Genève, René Kister, 1961